# Дубрава (Коротковичский сельсовет)
Дубрава (бел. Дуброва) — деревня в Коротковичском сельсовете Жлобинского района Гомельской области Республики Беларусь.

## География

### Расположение
В 18 км на юго-запад от Жлобина, 4 км от железнодорожной станции Мормаль (на линии Жлобин — Калинковичи), 81 км от Гомеля.

## Транспортная сеть
Транспортные связи по просёлочной, а затем автомобильной дороге Доброгоща — Жлобин. Планировка состоит из короткой прямолинейной, близкой к меридиональной ориентации улицы, застроенной деревянными усадьбами.

## История
Основана в начале XX века переселенцами из соседних деревень. Наиболее активная застройка приходится на 1920-е годы. В 1933 году организован колхоз «Красная Дубрава». Во время Великой Отечественной войны в октябре 1943 года оккупанты полностью сожгли деревню и убили 31 жителя. 11 жителей погибли на фронте. В 1966 году к деревне присоединён посёлок Восток. В составе колхоза «Родина» (центр — деревня Коротковичи).

## Население

### Численность
- 2004 год — 12 хозяйств, 14 жителей.

### Динамика
- 1925 год — 20 дворов.
- 1940 год — 26 дворов, 133 жителя.
- 1959 год — 104 жителя (согласно переписи).
- 2004 год — 12 хозяйств, 14 жителей.